# Johnston McCulley
De Amerikaan Johnston McCulley (Ottawa (Illinois), 2 februari 1883 - Los Angeles, 23 november 1958) was de auteur van honderden verhalen, circa vijftig boeken, scriptschrijver voor tientallen films en televisieseries en de bedenker van het personage Zorro. Vele van zijn boeken en verhalen werden geschreven onder een pseudoniem, zoals Harrison Strong, Raley Brien, George Drayne, Monica Morton, Rowena Raley, Frederic Phelps, Walter Pierson, en John Mack Stone.
McCulley begon als politieverslaggever voor The Police Gazette'en diende daarna in het leger als informatieofficier gedurende de Eerste Wereldoorlog. Als amateurhistoricus ging hij daarna pulpfictie en scripts schrijven, waarbij hij vaak een Zuid-Californische locatie voor zijn verhalen gebruikte. Buiten Zorro bedacht hij diverse andere personages zoals Black Star, The Mongoose en Thubway Tham. Veel van McCulley's personages, zoals de Green Ghost, de Thunderbolt, en de Crimson Clown vormden inspiratiebronnen voor de gemaskerde helden die sinds de dagen van McCulley opgang doen in de populaire cultuur tot de dag van vandaag.